# Andrés Mendoza
Andrés Mendoza (Chincha Alta, 26 april 1978) is een Peruviaans voormalig betaald voetballer die als linksbuiten en ook centraal in de aanval kon opereren. Mendoza werd een cultfiguur bij Club Brugge na de eeuwwisseling. Hij kwam tussen 2000 en 2004 voor blauw-zwart uit. Hij speelde 44 interlands in het Peruviaans voetbalelftal, waarin hij acht keer scoorde.
Mendoza speelde ongeveer vijf jaar voor Club Brugge en liet een onuitwisbare indruk na bij de Brugse aanhang. Van hen kreeg Mendoza de bijnaam Dokter (An)dré omwille van zijn vaak redding brengende doelpunten wanneer Club Brugge met punten dreigde te morsen. De lachende sluipmoordenaar is een opmerkelijke bijnaam die Mendoza kreeg naar een combinatie van zijn efficiëntie op cruciale momenten en de lach die hij doorgaans op zijn gelaat toverde tijdens een wedstrijd, zoals de Trinidaanse aanvaller Dwight Yorke van Manchester United en Aston Villa. Ook werd Mendoza vaak Zotten (An)dré genoemd, afgeleid van zijn flamboyantie.
In zijn vaderland ging hij door voor El Condor (de Gier) en La Pantera (de Panter). Zijn kenmerken waren zijn snelheid, gekoppeld aan zijn schotkracht. Na zijn Brugse periode verliep zijn carrière in het clubvoetbal geleidelijk aan anoniem. In 2015 beëindigde hij zijn carrière als profvoetballer.

## Clubcarrière

### Sporting Cristal
Andrés Mendoza speelde van 1996 tot 1999 bij Sporting Cristal in Peru. Begin 2000 transfereerde Mendoza naar Europa, waar hij voor de Belgische topclub Club Brugge tekende. Op dat moment was Mendoza al Peruviaans international en had hij met zijn vaderland al deelgenomen aan één Copa América, in Paraguay. In honderd wedstrijden voor Sporting Cristal had hij 31 doelpunten gescoord.

### Club Brugge

#### 2000–02
Aanvankelijk was Andrés Mendoza spits en niet de speler die de actie moest zien te maken op de flank én had hij een invallersstatuut, een juk dat hij lange tijd niet van zich kon afschudden. De reden was dat Jochen Janssen basisspeler was onder trainer René Verheyen. Deze spits was zeer efficiënt gebleken bij KVC Westerlo ; Club haalde Janssen in de zomer van 1999 binnen. Verheyen speelde in de heenronde doorgaans met dezelfde spitsen: Janssen of Edgaras Jankauskas. Die laatste vertrok echter naar Real Sociedad tijdens de winterstop, en versterking diende zich dus aan.
Mendoza was eerst een aantal weken niet speelgerechtigd. Hij maakte zijn debuut tegen Eendracht Aalst, een thuiswedstrijd op 30 januari 2000 die blauw-zwart met 3–0 won. Mendoza kreeg vijf minuten als vervanger van Sven Vermant en scoorde de 2–0 op diepe bal van Nzelo Lembi en een solo door de Aalsterse verdediging. Alhoewel hij scoorde bij zijn debuut, knokte Mendoza zich niet meteen in de vaste elf. De Peruviaan draaide de rollen pas het volgende seizoen om en bloeide toen, onder de nieuwe coach Trond Sollied, als linksbuiten helemaal open.
Jochen Janssen werd het seizoen erop bankzitter en verruilde Club Brugge in januari 2001 voor het Oostenrijkse Austria Wien (waarna Janssen terugkeerde naar België en nog voor STVV uitkwam in Eerste klasse). Brugge eindigde in Mendoza's eerste twee seizoenen telkens als tweede in de competitie achter RSC Anderlecht — in zijn tweede seizoen na een frappante reeks van acht gelijke spelen in de terugronde — en in het derde als tweede achter KRC Genk na stevig 5–3 verlies uit tegen STVV op de toen razend spannende voorlaatste speeldag. Mendoza opende nochtans vroeg de score voor Brugge tegen STVV. Vier en finaal twee punten scheidden Genk en Club Brugge om de titel.
Onder Sollied behaalde Mendoza uiteindelijk zijn grootste successen als profvoetballer. Sollied werd trainer van Club Brugge in juli 2000. Toen Club Brugge op 13 augustus 2000 (openingsspeeldag 2000–2001) in het Jan Breydelstadion met 6–2 won van KAA Gent, speelde Mendoza nog gewoon op zijn vertrouwde positie van centrumspits. De reden was dat de dribbelvaardige, rijzige Senegalese linksbuiten Khalilou Fadiga, die sinds 1997 bij Club Brugge speelde, 's zomers nog bij de club was.
Fadiga speelde Gent op die snikhete zomernamiddag op een hoopje. Mendoza was spits en Gert Verheyen rechtsbuiten, toen reeds in 4–3–3 met de punt op het middenveld naar achteren. Fadiga, destijds dé sterspeler van Club Brugge, vertrok eind augustus 2000 naar het Franse Auxerre en Fadiga's vertrek werd niet zomaar opgevangen. Trond Sollied liet Mendoza de leemte positioneel uiteindelijk opvangen. Aldus speelde Mendoza alles bij elkaar genomen haast altijd als linksbuiten.
De eerste maal dat hij de Brugse harten veroverde, speelde Club najaar 2000 een uitwedstrijd tegen het Zwitserse Sankt Gallen, in het kader van de UEFA Cup. Deze terugwedstrijd van de 1/16e finales leek af te stevenen op verlengingen en mogelijk een strafschoppenreeks. In die periode bestond de groepsfase van de UEFA Cup nog niet en blauw-zwart had al enkele kleinere tegenstrevers over de knie gelegd. Bij een ultiem slotoffensief, in de 92ste minuut (de laatste seconden van toegevoegde speeltijd), maakte Mendoza het doelpunt van kwalificatie voor de volgende ronde. Een vrije trap van Englebert werd door Simons tot bij hem doorgekopt. Van erg dichtbij nam hij doelman en aanvoerder Jörg Stiel te grazen. Club Brugge ging er in de 1/8ste finale uit tegen de Spaanse topclub FC Barcelona na 0–2 verlies in Jan Breydel en 1–1 in Camp Nou.
Ook het volgende seizoen, 2001–2002, kende Mendoza een fraaie Europese campagne met Brugge. Brugge strandde wederom in de 1/8ste finale van de UEFA Cup tegen het Franse Olympique Lyon omdat les Gones een uitdoelpunt hadden gemaakt. Brugge won in eigen huis overtuigend met 4–1, maar verloor uit met 3–0. Olympique Lyon-spits Sonny Anderson maakte een hattrick, waarvan de derde goal in de slotseconden. Deze uitschakeling en de "net-nietkwalificatie" voor de knock-outfase van de UEFA Champions League in het daaropvolgende seizoen worden algemeen beschouwd als de grootste Europese ontgoochelingen uit de Sollied-periode.
De fans smaakten zijn partnerschap met Verheyen en centrumspitsen Sandy Martens of Rune Lange, in de 4–3–3 met aanvallende driehoek op het middenveld en met als (gelauwerde) samenstelling Simons–Englebert–Čeh, een driehoek die weliswaar niet meteen tot stand kwam. De Sloveense middenvelder Nastja Čeh werd in de zomer van 2001 gehaald als vervanger van de naar Schalke vertrokken Vermant, maar slaagde niet meteen bij Brugge. Het duurde lang eer Čeh een sleutelpion werd. Dat was belangrijk voor Mendoza, omdat Čeh in het seizoen 2001–2002 aanpassing nodig had (of nog niet voldeed volgens Sollied). Omdat er weinig alternatieven op het Brugse middenveld waren, moesten zijn rechtstreekse concurrenten een positie lager 'inspringen'. Zodoende hoefde Mendoza op links weinig te vrezen. Ebrima Sillah speelde soms als offensieve middenvelder, net als Martens. De Kroaat Josip Šimić werd Mendoza's concurrent op de positie van linksbuiten waar hij met Sillah had moeten concurreren. Wanneer er met drie achterin gespeeld werd, was Mendoza schaduwspits doorgaans samen met Verheyen.

#### 2002–04
Met Club Brugge won Mendoza in 2002–2003 de Belgische landstitel onder Trond Sollied. Mendoza was dat seizoen een sleutelspeler, maar liet zich ook negatief opmerken. Hij werd door Club twee weken op non-actief gezet na een vechtpartij met zijn Servische ploegmaat Bratislav Ristić, wat plaatsvond op training. Daardoor miste hij twee UEFA Champions League-wedstrijden (tegen Galatasaray thuis en Barcelona thuis). Het seizoen ervoor en erna behaalde Mendoza met Club Brugge ook de Beker van België en telkens was hij in de finale uitblinker, bijzonderlijk de eerste finale. In die finale, van 2001–2002 tegen het voormalige Excelsior Moeskroen, maakte hij alle Brugse doelpunten in een 3–1 overwinning. Anno 2025 is hij samen met Club Brugge-icoon Raoul Lambert de enige voetballer die ooit een hattrick lukte in de finale van de Beker van België.
Dankzij de Belgische titel van 2002–2003 mocht Mendoza met Club Brugge deelnemen aan de laatste voorronde van de UEFA Champions League. In de terugwedstrijd in het Signal Iduna Park tegen Borussia Dortmund, die moest beslissen of Club Brugge dan wel de Duitsers deelnamen aan de groepsfase, heeft Mendoza met een directe vrije trap gescoord nadat Dortmund met een knullig doelpunt op voorsprong was geklommen, via Márcio Amoroso. Híj kreeg erg veel hulp van doelman Tomislav Butina om te scoren. Mendoza stelde nog in de eerste helft orde op zaken met zijn vrije trap. Via de voet van Dedê werd keeper Roman Weidenfeller verschalkt, hard over de grond en langs het muurtje van Dortmund-spelers heen. Gert Verheyen duwde dat muurtje wel flink opzij.
Dortmund scoorde alsnog, in het slot via Ewerthon. Brugge had de heenwedstrijd met 2–1 gewonnen. Na verlengingen stond dezelfde eindscore op het bord. Mendoza blonk daarop uit in de strafschoppenserie, waarin doelman Butina de grote held van Brugge werd door twee strafschoppen te stoppen. Zonder zenuwen en zowat als een sneltrein scoorde Mendoza de beslissende elfmeter die recht gaf op de groepsfase. Indien niet, bestond de kans dat Club Brugge niet had mogen deelnemen (alhoewel bij Club Brugge tot dan toe elke speler feilloos was gebleven vanop de stip). Zodus was Mendoza twee keer van levensbelang voor Brugge tijdens de voorronde.
In de groepsfase versloegen de West-Vlamingen, dankzij een doelpunt van Mendoza, verrassend de Europese grootmacht Milan – dat seizoen de titelverdediger in de Champions League. Nota bene buitenshuis in San Siro. Met de buitenkant van zijn linker trapte Mendoza de bal rechts en staalhard in de winkelhaak, bij een razendsnelle tegenaanval na een hoekschop voor Milan. Randje buitenspel, maar aanvoerder Paolo Maldini hief de buitenspelval op. Ivan Gvozdenović gaf een dieptepass naar Mendoza waarna die met zijn harde schot laatste man en Italiaans international Alessandro Nesta, en doelman en Braziliaans international Nélson Dida op het verkeerde been zette. Na de wedstrijd wisselde hij shirts uit met een Braziliaanse legende die negentig minuten bankzitter was die avond: Rivaldo.
Tijdens de wedstrijd gaven mijn ploegmaats alles. Ze liepen voor iedere meter. En toen kwam het moment van mijn doelpunt. Na een corner voor Milan konden we counteren. Een ploegmaat [Gvozdenović] speelde me aan, ik keek even waar Dida stond en besloot dan om hard naar de verste hoek te knallen. Ik wilde wisselen met Ricardo Kaká. Maar die was zo boos dat hij dat niet wilde. Het truitje van Rivaldo hangt nog altijd bij mij thuis. Het was mijn mooiste moment voor Club Brugge. Dat doelpunt heeft het team, de fans en veel andere mensen zoveel vreugde bezorgd. Zelfs in Peru waren de mensen dolgelukkig dat ik kon scoren in de Champions League.
— Mendoza in 2024 over zijn doelpunt tegen Milan op 22 oktober 2003
In de competitie liep het echter voor geen meter bij Club Brugge. Het ging dermate slecht met Mendoza en co dat ze in december 2003 op een voor hun normen schabouwelijke zevende plaats stonden. Mendoza redde zijn ploeg een aantal keer in de heenronde. Op 5 oktober 2003 behoedde hij Club Brugge voor 1–0 verlies tegen aartsrivaal RSC Anderlecht door in de tachtigste minuut op aangeven van David Rozehnal de gelijkmaker tegen de netten te trappen. Mendoza speelde mee in de beruchte 4–2 uitnederlaag tegen het Limburgse Heusden-Zolder dat toen op de laatste plaats stond, op 26 oktober 2003 in het weekend na de zege op Milan. Club Brugge werd na een sterkere terugronde nog wel tweede achter nieuwe landskampioen Anderlecht.
Een rode kaart in de thuiswedstrijd tegen Celta de Vigo, een maand eerder op 16 september 2003, is illustratief voor somtijds deviant gedrag op het veld. Club Brugge speelde ternauwernood 1–1 gelijk, spits Bengt Sæternes redde halsoverkop een punt met nog twee minuten op de klok. Mendoza, als een vat vol frustratie, gooide reeds aan het einde van de eerste helft de bal in het gezicht van tegenstrever José Ignacio. Hij werd prompt uit het veld gestuurd en werd één wedstrijd geschorst door de UEFA. Mendoza miste hierdoor de uitwedstrijd tegen Ajax die Brugge met 2–0 verloor. Brugge eindigde overigens met negen spelers, spits Sandy Martens (tweede keer geel) werd in de toegevoegde tijd ook nog uitgesloten. Sollied was streng voor Mendoza, maar zalfde ook en predikte rust en kalmte.
Ik kan zo'n reactie [de bal in het gezicht van de tegenstander gooien] niet aanvaarden. Andrés bracht de ploeg in gevaar. Hij moet leren tot tien te tellen voor hij iets onderneemt. Als je dat doet, dan vergeet je al op het moment dat je aan vijf zit waarom je precies kwaad bent. Maar men mag natuurlijk de overtreding vooraf niet vergeten [van Ignacio op Mendoza]. Zulke dingen horen niet thuis op een voetbalveld. Andrés doodde geen mensen, zoals de indruk [in de Spaanse media] toch werd gewekt.
— Oefenmeester Trond Sollied na Club Brugge-Celta de Vigo op 16 september 2003
Mendoza speelde zich in de kijker van menig Europese topclub, maar Brugge plaatste zich niet voor de volgende fase van de Champions League en werd naar de knock-outs van de UEFA Cup verwezen. Daarin werd de ploeg uitgeschakeld door Girondins de Bordeaux uit Frankrijk (na een mindere prestatie in de heenwedstrijd en door toedoen van Real Madrid-huurling Albert Celades). In februari 2004 had Club Brugge in de 1/16e finales niet zonder moeite het Hongaarse Debreceni VSC uitgeschakeld (1–0 thuis en 0–0 in Hongarije). Dit gebeurde met Mendoza telkens tussen de lijnen. De Franse topclub Bordeaux – toen dramatisch bezig in de Ligue 1 – bleek te hoog gegrepen. Vooral defensief werd diep onder de ondergrens gezakt. Club Brugge verloor in Frankrijk met 3–1. Mendoza speelde de heenwedstrijd nog mee in het Stade Chaban-Delmas, maar bleef in de terugwedstrijd in het Jan Breydelstadion negentig minuten aan de bank vergrendeld. Club Brugge verloor ook thuis met 0–1 en was Europees uitgeschakeld. Voor Mendoza was er evenwel aardig wat interesse gekomen na zijn prestaties in Europees verband.
Later dat seizoen, in zijn allerlaatste wedstrijd voor Club Brugge, hielp hij mee de bekerwinst binnen te halen tegen de Ivorianen van Beveren van trainer Herman Helleputte. Mendoza viel in de bekerfinale in voor Bengt Sæternes, die de Peruviaanse woelwater en publiekslieveling-op-bestelling na een blessure aan de lies uit de elf verdrong. Die blessure liep Mendoza op 16 november 2003 op tijdens een interland met Peru tegen Brazilië. Sollied was ziedend over het feit dat bondscoach Paulo Autuori en zijn staf hem in die interland toch negentig minuten lieten spelen, als 'spitsbroer' van aanvoerder Claudio Pizarro. Mendoza speelde de wedstrijd uit met een inspuiting. Mendoza miste eindejaar en had na Nieuwjaar iets meer moeite gehad om een constante in zijn prestaties te houden. Mendoza moest zich neerleggen bij een statuut als bankzitter aan het einde van het seizoen. Brugge eindigde als tweede achter aartsrivaal RSC Anderlecht na een moeilijk seizoen met veel blessureleed; voornamelijk achterin en op het middenveld. Hij speelde nog negentig minuten mee in de afscheidswedstrijd van doelman en aanvoerder Dany Verlinden in het Jan Breydelstadion, tegen Lierse SK op 15 mei 2004. Brugge won de wedstrijd met 3–0. Mendoza scoorde niet en het was meteen ook de laatste keer dat de Peruviaanse cultfiguur te bezichtigen was in het Jan Breydelstadion.  
Mendoza maakte een week later, op 23 mei 2004, de laatste twintig minuten van de bekerfinale vol tegen Beveren SK. Hij scoorde de belangrijke 3–2, die vertrouwen gaf na eerdere eigen doelpunten van Dany Verlinden en Birger Maertens. Peter Van der Heyden scoorde nog een vierde doelpunt. Brugge won met 4–2. De invalbeurt in de bekerfinale was Andrés Mendoza's laatste optreden in blauw-zwarte loondienst. Brugge had in de winter al op een vertrek gespeculeerd met het aanwerven van de Kroaat Boško Balaban, maar Mendoza geraakte toen nog niet weg en legde zich neer bij de situatie. Echter, Balaban viel meteen geblesseerd uit op training. Hij had een ernstige blessure aan de knie opgelopen. Balaban keerde pas terug uit die blessure toen Mendoza weg was bij de club, waardoor het duo dus nooit samen heeft gespeeld.

#### Vertrek met Wet van 78
Met Sandy Martens was die winter van 2003–2004 een concurrent vertrokken, maar met aanvankelijk de Kroaat Boško Balaban en de Braziliaan Victor van Germinal Beerschot kreeg hij er meteen twee stevige nieuwe bij. Mendoza bleef nog tot de zomer en verliet Brugge begin juli 2004. Zijn vertrek verliep niet op de gewenste manier. Hij gebruikte de Wet van 78 (eenzijdige contractbreuk) om te vertrekken.
Mendoza was aan het einde van zijn periode bij Club Brugge niet langer incontournable door blessures of door mindere vorm. Over het algemeen was Mendoza wel basisspeler bij de West-Vlaamse club. Trond Sollied durfde hem echter ook aan de kant te laten, voor heel andere types dan hij, zoals Sandy Martens (lengte) of Bengt Sæternes (fysieke sterkte). Mendoza stond bij de Brugse fans bekend als Dokter André, Zotten André, the Smiling Assassin en zelfs als Mozart. Mendoza speelde 178 wedstrijden voor Club Brugge en scoorde 71 maal. De successen die hij met Club Brugge behaalde, zou hij nergens meer evenaren. Opvallender is dat hij na zijn vertrek bij blauw-zwart nog slechts drie keer voor het Peruviaans voetbalelftal zou uitkomen. Toen hij België verliet, had hij eenenveertig interlands gespeeld.

### Metaloerh Donetsk
Na het seizoen 2003–2004, waarin hij nog wel enorm belangrijk was voor de Bruggelingen in Europa en in de beker doch in de competitie al vaker niet speelde dan wel vanwege sterke prestaties van vooral Sæternes en de Braziliaan Victor, verhuisde Mendoza op 10 juli 2004 naar het Oekraïense Metaloerh Donetsk, waar hij voor koos omwille van het financiële plaatje. Echter voelde Mendoza er zich nooit echt thuis. Hij werd door Metaloerh uitgeleend aan het Franse Olympique Marseille in 2005 en het Russische Dinamo Moskou in 2006.

#### Testen bij Ajax
In de week voor de start van de Nederlandse Eredivisie 2007/2008, kreeg Mendoza een kans bij AFC Ajax. De Amsterdammers wilden tijdens een korte proefperiode zien of de Peruviaan het spitsenproblemen op de linkerflank kon oplossen. Op vrijdag 17 augustus werd Mendoza afgetest.

### Steaua Boekarest
In januari 2008 vertrok hij naar Steaua Boekarest, maar brak niet door en vertrok na afloop van het seizoen naar Monarcas Morelia. Hier werd hij tweede in de topschutterstand van de Apertura met 10 goals in 16 matchen.

### Diyarbakirspor
In augustus 2009 keerde Mendoza terug naar Europa en ging er aan de slag bij de Turkse neo-eersteklasser Diyarbakirspor.

### Columbus Crew
In 2010 trok hij naar Columbus Crew. Ondanks dat hij dit seizoen met 13 goals in 29 matchen clubtopschutter werd, werd zijn contract niet verlengd. Het bestuur vond zijn inzet en karakter onvoldoende.

### Latere carrière
CF Atlante werd zijn volgende team. In 2012 is Mendoza teruggekeerd naar zijn geboorteland om bij Club Pacifico FC te gaan spelen. In 2015 zette de 37-jarige Mendoza een punt achter zijn loopbaan.

## Interlandcarrière
Andrés Mendoza was, anders dan in Brugge, weinig geliefd bij de Peruviaanse fans door zijn nonchalance. Met name zijn ogenschijnlijke gemak om gemiste kansen weg te lachen. In Peru is zijn bijnaam El Condor (de Gier) en La Pantera (de Panter) omwille van zijn hoge snelheid.
Mendoza maakte zijn debuut voor het Peruviaans voetbalelftal op 10 februari 1999 in de met 2-1 verloren vriendschappelijke interland tegen Ecuador. Hij maakte in dat duel het openingsdoelpunt, maar de bezoekers kwamen langszij via twee treffers van Eduardo Hurtado. Mendoza speelde in totaal vierenveertig interlands voor het Peruviaans elftal, waarin hij acht maal de weg naar doel vond. Hij nam in 1999, 2004 en 2007 deel aan de Copa América. Peru haalde telkens de kwartfinale.

## Speelstijl en persoonlijkheid
Mendoza arriveerde als diepe spits in België, maar dat veranderde na goed een jaar. Trond Sollied, die René Verheyen opvolgde bij Club Brugge, gebruikte een systeem met drie aanvallers: een diepe spits en twee wingers. Mendoza speelde doorgaans als linksbuiten onder de Noor. Zijn belang bij de aanval werd veel groter. Mendoza's snelheid, doelgerichtheid en actieradius kwamen tot hun recht. Op die positie in 4–3–3 formatie was hij een te duchten speler voor Belgische clubs. Niet zelden hanteerde Sollied een 3–4–3 opstelling, een compacte variant met vierkant op het middenveld en hoog spelende vleugelverdedigers. Mendoza en Gert Verheyen waren als dezelfde aanvallende buitenspelers uit de 4–3–3 opstelling de facto (halve) schaduwspitsen in die aanvallende opstelling. Sollieds tactische aanpak neigde naar een niemandsland tussen 4–3–3 en 5–2–3 ; hij hamerde op offensieve vrijheid voor zijn vleugelverdedigers en rekende daarnaast op zijn  nummer zes Timmy Simons om achterin de ruimtes zoveel mogelijk dicht te lopen. Voorin creërde Brugge zo meestal overtal tegenover zijn tegenstander, met heel direct aanvallend spel. Hetgeen Mendoza's productiviteit natuurlijk ten goede kwam.
Mendoza was populair in het Jan Breydelstadion omdat hij telkens weer op de grote momenten opstond. Mendoza kon georganiseerde clubs vanop zijn linkerflank met één actie ontwrichten. Verder ontpopte hij zich net als onder anderen Olivier De Cock tot een vrije schopspecialist bij Club Brugge, hoewel die meestal door Nastja Čeh werden genomen.
Er was een hoek af [een beetje gek], hij was je m'en fous [niks deed hem wat] [...] Daar waar wij sprints deden [in balverlies], slofte Andrés over het veld. Frustrerend voor een trainer want wat moet je met zo'n speler? Wij lieten het [als spelersgroep] toe.
— Ploegmaat Peter Van der Heyden in april 2022, in de supporterspodcast De Klokke
Andrés maakte zijn entree [in onze kleedkamer] als een Amerikaanse rapper. Als hij zondag eens goesting [zin] had [om te voetballen], was hij gewoon enorm goed.
— Ploegmaat Gert Verheyen in november 2023, in dezelfde podcast
Mendoza was flamboyant. Hij was vaak de enige speler met witte schoenen of die met de kraag rechtop speelde zoals de beroemde Fransman Éric Cantona. Voor de Vlaamse pers was het gissen naar 'de mens Andrés Mendoza'. Journalist Jacques Sys van weekblad Sport/Voetbalmagazine sprak over "misplaatste sterallures die Club Brugge aantastten" ten tijde van zijn disciplinaire schorsing in oktober 2002. In 2002 werd Mendoza ter hoogte van het Oost-Vlaamse Laarne (E17) geflitst aan 162 km / u, waar de toegelaten snelheid 120 km / u bedraagt op de meeste Belgische snelwegen. Ploegmaat Philippe Clement bracht ooit het verhaal naar buiten dat Mendoza eens met een pistool in de kleedkamer stond. Mendoza verklaarde dat het "om een speelgoedpistool ging". Clement had het op een bepaald moment "helemaal gehad met zijn fratsen", aldus Clement aan Krant van West-Vlaanderen. Ook zouden zijn ploegmaats indertijd wat Spaans hebben geleerd om met hem te communiceren onder wie Timmy Simons en Gert Verheyen, en niet andersom: Mendoza die wat Nederlands leert aangezien er toen veel meer Belgen (en dan nog vooral Vlamingen) dan buitenlanders bij Club Brugge speelden.
Gert Verheyen, een nog groter Club Brugge-icoon dan Mendoza, vertelde in de podcast De Klokke dat Mendoza goed in de groep lag en "[ net als Khalilou Fadiga ] leven in de brouwerij bracht". Mendoza en Fadiga speelden acht maanden samen, waarna Fadiga naar het Franse AJ Auxerre vertrok. Ze werden op die korte tijd goede vrienden. Ook met de Congolese verdediger Nzelo Lembi onderhield Mendoza destijds een goed contact. Mendoza was enorm belangrijk voor blauw-zwart met zowel doelpunten als assists, andere dagen gaf hij niet thuis. Trainer Sollied wist Mendoza telkens te prikkelen "voor belangrijke wedstrijden", aldus Marc Degryse die destijds sportief directeur was bij Brugge. Mendoza noemde zichzelf in 2024 niet "un poco loco" maar "gewoon anders".

## Later leven
Na zijn actieve voetbalcarrière baat Andrés Mendoza een pizzazaak uit in de Peruviaanse hoofdstad Lima. In zijn thuisland treedt Mendoza ook als voetbalanalist op.